# Nuevo Jerusalén (centrala Ocosingo kommun)
Nuevo Jerusalén är en ort i Mexiko.   Den ligger i kommunen Ocosingo och delstaten Chiapas, i den sydöstra delen av landet, 800 km öster om huvudstaden Mexico City. Nuevo Jerusalén ligger 662 meter över havet och antalet invånare är 123.
Terrängen runt Nuevo Jerusalén är varierad. Runt Nuevo Jerusalén är det glesbefolkat, med 16 invånare per kvadratkilometer. Närmaste större samhälle är Las Tazas, 18,5 km sydost om Nuevo Jerusalén. I omgivningarna runt Nuevo Jerusalén växer i huvudsak städsegrön lövskog.